# Mézières-en-Drouais

Mézières-en-Drouais este o comună în departamentul Eure-et-Loir, Franța. În 1 ianuarie 2022 avea o populație de 1.057 de locuitori.